# Kilómetro Cincuenta
Kilómetro Cincuenta är en ort i Mexiko.   Den ligger i kommunen Jáltipan och delstaten Veracruz, i den sydöstra delen av landet, 500 km öster om huvudstaden Mexico City. Kilómetro Cincuenta ligger 37 meter över havet och antalet invånare är 115.
Terrängen runt Kilómetro Cincuenta är platt. Runt Kilómetro Cincuenta är det ganska tätbefolkat, med 166 invånare per kvadratkilometer. Närmaste större samhälle är Acayucan, 14,4 km väster om Kilómetro Cincuenta. Omgivningarna runt Kilómetro Cincuenta är en mosaik av jordbruksmark och naturlig växtlighet.